# Mala Učka (miasto Opatija)
Mala Učka – wieś w Chorwacji, w żupanii primorsko-gorskiej, w mieście Opatija. W 2011 roku liczyła 1 mieszkańca.